# Palazzo dei Duchi di Casamassima

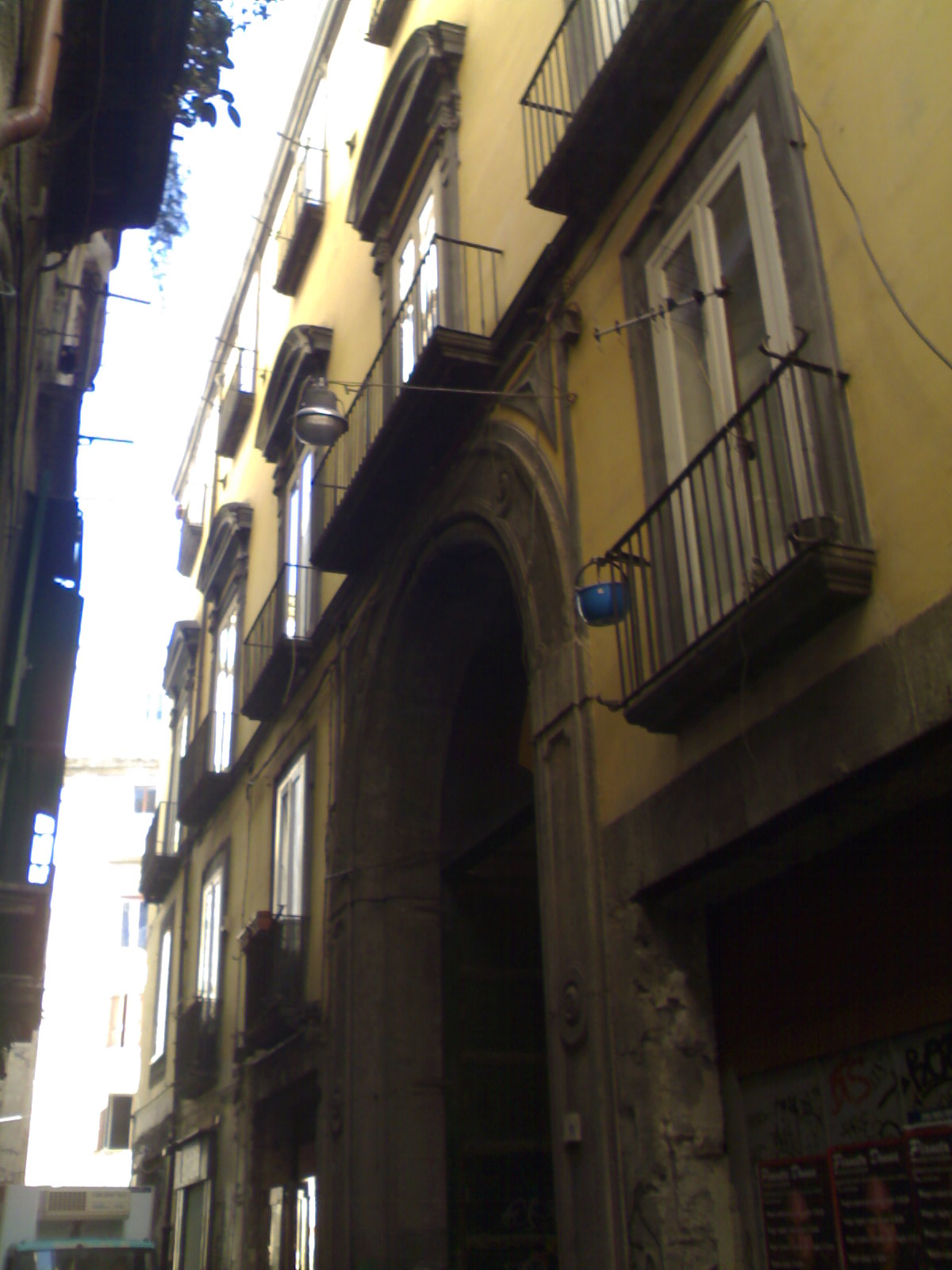
Palazzo dei Duchi di Casamassima in Neapel

Der Palazzo dei Duchi di Casamassima ist ein Palast aus dem 16. Jahrhundert im Viertel San Giuseppe in Neapel in der italienischen Region Kampanien. Er liegt in der Via dei Banchi Nuovi, 8.

## Geschichte

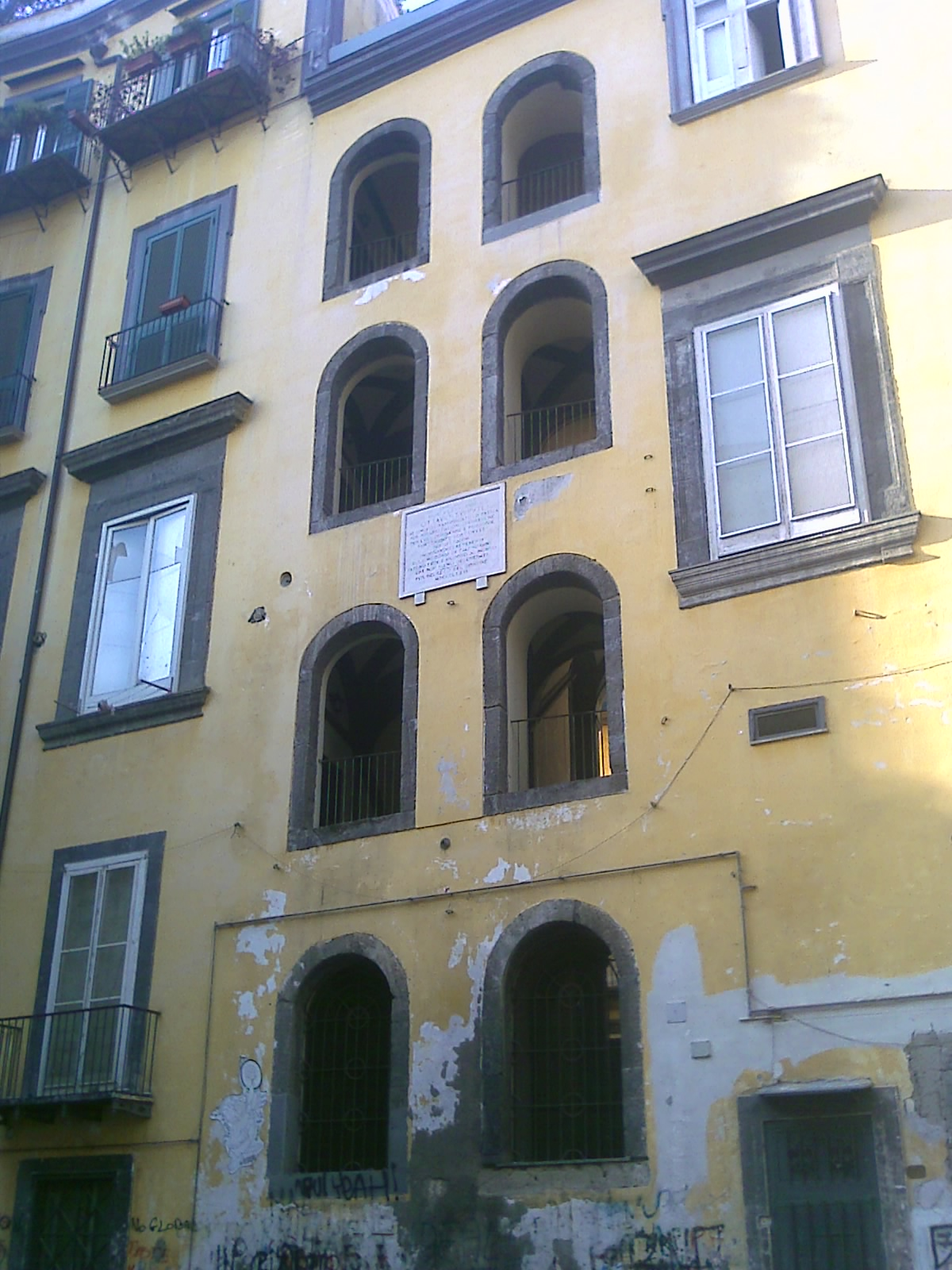
Fenster des Treppenhauses aus dem 16. Jahrhundert

Nach den Aufzeichnungen, die von der Zählung der neapolitanischen Denkmäler, die Carlo Celano durchgeführt hatte, erhalten sind, wurde der Palast in Renaissancebauweise nach der Flut, die 1569 das gesamte Gebiet der heutigen Banchi Nuovi (dt.: neue Ufer) zerstört hatte, errichtet. Das Gebäude hatte ursprünglich keinen großen Innenhof, so wie das heutige, sondern es breitete sich ein Garten hinter der (heute zugemauerten) Loggia aus, wie die Karte aus der Vogelperspektive von Alessandro Baratta zeigt.
Der Palast erhielt seinen Namen nach dem Juristen Antonio da Ponte, Berater und Präsident der Regia Camera della Sommaria (dt.: Königliche Finanzkammer) und ab 1667 Herzog von Casamassima.
Nennenswerte Umbauten wurden im 18. Jahrhundert mit dem Bau eines zweiten Innenhofes anstelle des vorherigen Gartens vorgenommen. Darüber hinaus wurden auch die Gebäude hinter der Loggia aus dem 16. Jahrhundert geschaffen, die prinzipiell nur ebenerdig waren. Vermutlich war an den Erweiterungsarbeiten auch der Architekt Ferdinando Sanfelice beteiligt, der die Zeichnung eines perforierten Holztores schuf, das von Agostino Viola gefertigt wurde und heute nicht mehr existiert. An der Erneuerung der Dekorationen im Rahmen der Erweiterung war auch der Maler Giacomo del Pò beteiligt, dem ein bedeutendes Fresko zu verdanken ist.
Die Erweiterung des Palastes, die in der ersten Hälfte des 18. Jahrhunderts mit der Installation von Gesimsen aus Piperno an der Hauptfassade einherging, beinhaltete auch den Bau einer Terrasse auf dem Flachdach der angrenzenden Kirche Santi Cosma e Damiano ai Banchi Nuovi; dies verursachte einen Streit mit den Filomarinos, die im benachbarten Palazzo Giusso (damals Palazzo Filomarino) wohnten.
Später wurde der Palazzo dei Duchi di Casamassima nach und nach aufgegeben und dem Verfall überlassen. Im 20. Jahrhundert wurden zahlreiche Ergänzungen vorgenommen, die die Gestaltung der Fassaden – innen wie außen – veränderte, ebenso wie das Volumen der Gebäude, wie z. B. die Vermauerung der Loggia.
In dem Palast sind heute Privatwohnungen untergebracht, während im ersten Obergeschoss, das einige Jahre lang an die Universität Neapel L’Orientale vermietet war, ein mit Fresken von Giacomo del Pò verzierter Salon erhalten ist.
Im Jahre 2016 diente der Palast als Drehort für einige Szenen der Fernsehserie Gomorrha. 2017 drehte der Regisseur Gianni Amelio dort den Film La Tenerezza (Aufnahmeleiter: Luca Bigazzi, Bühnenbild: Giancarlo Basili), der mit zahlreichen David-di-Donatello-Preisen ausgezeichnet wurde (Hauptrollen: Renato Carpentieri, Elio Germano, Giovanna Mezzogiorno und Micaela Ramazzotti), wobei der Protagonisten in einer der Wohnungen des Palastes wohnte, deren Terrasse die Verbindung zur Geschichte herstellte. Es folgten weitere Filme und Fernsehserien, darunter ‚I Bastardi di Pizzofalcone mit Alessandro Gassmann und die Rai-Fernsehserie Mina Settembre.

## Beschreibung

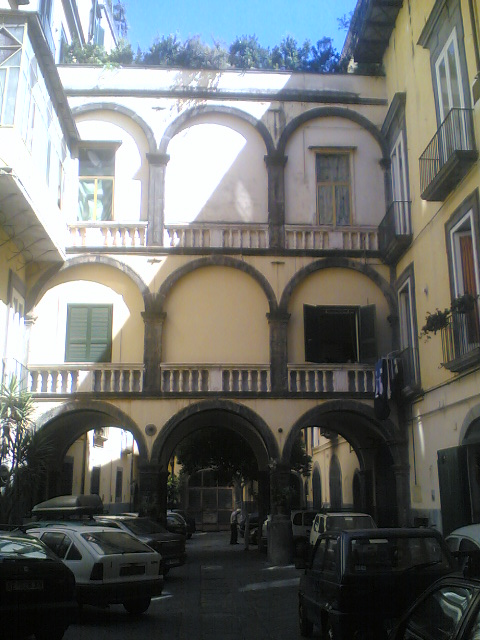
Innenhof

Heute hat der Palast einen unregelmäßigen Grundriss, wobei die charakterbildende Loggia im sieben Meter hohen Empfangssalon mit Stuckverzierungen integriert ist. Die Loggia erstreckt sich über zwei Stockwerke über dem Erdgeschoss und hat einen Aufbau aus Rechteckgewölben, die sich auf Säulen stützen. Die Dekorationen sind aus Piperno, Holz und Marmor.
Die Hauptfassade hat ein Portal aus dem 18. Jahrhundert, während die Gesimse im ersten Obergeschoss durch organische Dekorationen aus Piperno mit gespitzten Tympana bereichert sind. An der Fassade zur Piazzetta Banchi Nuovi gibt es ebenfalls die Gesimse aus Piperno aus dem 16. Jahrhundert und in der Mitte befindet sich die Treppenloggia.